# Madres solteras (telenovela de 1965)
Madres Solteras es la tercera telenovela producida y transmitida por la cadena Venevisión en el año 1965, protagonizada por Amelia Román y Jorge Félix, antagonizada por Lolita Álvarez, y contó con la participación de Marina Baura y José Bardina.

## Reparto
- Amelia Román
- Jorge Félix
- Lolita Álvarez
- Marina Baura
- José Bardina